# Isobuten-Isopren-Kautschuk

Konstitutionelle Repetiereinheiten von Isobuten-Isopren-Kautschuk. Die Isopreneinheiten haben aus Perspektive der Hauptkette eine trans-Struktur.

Isobuten-Isopren-Kautschuk, kurz auch  Butylkautschuk (Kurzzeichen IIR, gelegentlich auch PIBI), ist ein Polymer aus der Gruppe der Synthesekautschuke. Er ist ein Copolymerisat von 95 bis 99 Mol-% Isobuten und 1–5 Mol-% Isopren. Die Vulkanisate des Kautschuks haben eine sehr geringe Gasdurchlässigkeit und sind sehr beständig gegen Sauerstoff.

## Eigenschaften
Butylkautschuk wird oft in gelblich-weißen homogenen Ballen à 30 Kilogramm vertrieben. Er dämpft Schwingungs- und Stoßenergie gut und bietet gute Beständigkeit gegen Säuren und Basen. Weiterhin weist er eine sehr gute Wetter- und Ozonbeständigkeit, ein hohes elektrisches Isolationsvermögen, eine sehr geringe Gasdurchlässigkeit sowie ein auch bei sehr niedrigen Temperaturen elastisches Verhalten auf.
Nachteilig sind die geringe Beständigkeit gegen Öle und Fette. Der Isoprenanteil bestimmt die Anzahl der Doppelbindungen, die nach der Polymerisation noch vorhanden sind. Diese können zur Vulkanisation oder Modifizierung durch Halogene (Chlorobutyl, Bromobutyl) genutzt werden. Dadurch lassen sich verschiedene Werkstoffparameter einstellen:
- Härte 40–85 Shore-A
- Zugfestigkeit bis 20 N/mm2
- Bruchdehnung bis 700 %
- Einsatztemperatur −40 °C bis +130 °C
- Glasübergangstemperatur Tg = −73 °C

Butylkautschuk (IIR) darf nicht mit dem Thermoplast Polyisobutylen (PIB) verwechselt werden.

## Geschichte und Herstellung
Butylkautschuk wurde 1937 in den USA von Standard Oil of New Jersey (heute ExxonMobil) patentiert und von William J. Sparks und Robert M. Thomas entwickelt, basierend auf der vorherigen Entwicklung von Polyisobutylen (PIB) bei BASF in Deutschland (1931, Oppanol). Es fand ab 1943 beim US-Militär für Reifenschläuche breite Verwendung. In den 1950er und 1960er Jahren erfolgte die Weiterentwicklung zu halogenisiertem Butylkautschuk (Halobutyl).
Da die Kationische Kettenpolymerisation von Isobuten in Anwesenheit von Isopren nur bei tiefen Temperaturen ausreichend hohe molare Massen liefert, findet die Herstellung bei tiefen Temperaturen (−40 °C bis −100 °C) in Lösung in n-Hexan oder durch Fällungsverfahren mit dem Lösungsmittel Dichlormethan statt; saure Katalysatoren sind Aluminium(III)-chlorid oder Bortrifluorid.

## Anwendung
Butylkautschuk findet Einsatz in Luftschläuchen, Reifeninnenseelen, Heizbälgen, Dichtungen und Membranen, gummierten Kabelisolierungen, als Chemikalienschutzhandschuh, als Korrosionsschutz für Brückenseile und als Bestandteil von Kaugummi. Auch für die gasdichte Abdichtung von Wärmedämmglas, Chemikalienschutzanzügen sowie in Kleb- und verschiedenen heterogenen Feststoff-Raketentreibstoffen wird Butylkautschuk eingesetzt.
Butylkautschuk wird als nicht aushärtendes und nicht klebendes, elastoplastisches Dichtband zum Abdichten von Bauteilen in der Außenhaut von Fahrzeugen und Schiffen eingesetzt. Die Anwendung im dauerhaften Kontakt mit Salzwasser wird nicht empfohlen.

## Halobutylkautschuk
Butylkautschuk kann durch Halogenierung in seinen Eigenschaften verbessert werden. Dazu wird der Kautschuk in einem inerten Lösungsmittel gelöst und unter kräftigem Rühren wird Chlorgas oder flüssiges Brom zugegeben. Die resultierenden Halogenwasserstoffe werden mit Natronlauge neutralisiert.